# Казахстан
Казахстан, (на казахски: Қазақстан / Qazaqstan), официално Република Казахстан, (на казахски: Қазақстан Республикасы / Qazaqstan Respublikasy) е република в централната част на Евразия. Страната е с площ от 2 724 902 km² (4-то място по големина в Азия и 9-о място в света), което я прави най-голямата вътрешноконтинентална и унитарна страна в света. Населението (към 1 януари 2019 г.) е 18 411 699 души. На северозапад и север граничи с Русия (дължина на границата 7548 km), на изток – с Китай (1783 km), на юг – Киргизстан (1242 km) и Узбекистан (2351 km) и на югозапад – с Туркменистан (426 km). Обща дължина на сухоземните граници – 13 393 km. На запад се мие от водите на Каспийско море, а на югозапад – на Аралско море. Държавата е почти изцяло разположена в Азия, но малка северозападна част е на територията на Европа.
Повечето от хората в Казахстан са мюсюлмани.

## География
Климатът е рязкоконтинентален. Средни януарски температури: от -25 °С (на север и в центъра) до -3 °С (на юг); средните юлски температури са съответно от 19 до 30 °С. Валежи – до 300 mm, в пустините – под 100 mm, а в планините – до 1600 mm.
Главни реки: Иртиш, Урал, Ишим, Чу, Или, Сърдаря, Тобол, Нура. Езера: Балхаш, Зайсан и Алакол.
Растителност – пустинна, полупустинна, степна, иглолистни гори и високопланински ливади.

## История
- 6 век – образувано е тюркско ханство;
- 10 век – основана е държавата на караханидите;
- 1219 – 1221 г. – в състава на Златната орда;
- 16 век – възниква самостоятелно Казахско ханство;
- 17 век – построени са първите руски градове (Гурев и Яицки);
- 1731 г. – Западен Казахстан е включен в състава на Русия;
- 1740 г. – Централен Казахстан става част от Руската империя;
- 1860 г. – цялата територия е завладяна от Руската империя;
- 1906 – 1912 г. – Столипинска аграрна реформа: 500 хил. руснаци се заселват в Казахстан;
- 1920 г. – образувана е Казахската (Киргизка) АССР със столица Оренбург;
- 1925 г. – Къзъл-Орда става столица;
- 1929 г. – Алма Ата става столица;
- 1936 г. – образувана е Казахска ССР като съюзна република;
- 16 декември 1991 г. – провъзгласена е независимостта на Казахстан.

## Държавно устройство
Казахстан е президентска република. Президентът също така е главнокомандващ на армията и има право на вето върху законите, приети от парламента. Срокът на пълномощията на президента е 5 години. В резултат на проведените предсрочни избори през пролетта на 2011 г. Нурсултан Назърбаев за четвърти път е преизбран за президент на Казахстан, до декември 2016 г.

## Вътрешна политика
През 1995 г. в Казахстан с референдум е приета нова конституция, с която се установява президентска форма на управление. Законодателната власт се осъществява от двукамарен парламент.
Формирането на партийна система все още е в начална фаза, не съществува силна опозиция. Управлението се характеризира с много широки правомощия на президента. Той еднолично назначава правителството и може да разпуска парламента.
Страната е стабилна политически. Подобрени са отношенията с Русия, добри са връзките с Китай. Казахстан поддържа активни контакти и със САЩ, които търсят лоби сред бившите съветски републики за участие в стратегическите проекти в Централна Азия. Политическата система проявява признаци на олигархизъм.

## Административно деление
В административно-териториално отношение Република Казахстан е разделена на 14 области и 4 града от републиканско значение:
- град Астана – столица на страната
- град Алмати – бивша столица, най-големият град
- град Шимкент – с прилежащи населени места
- град Байконур – заедно с космодрума Байконур е под аренда от Русия до 2050 г.

| Административна карта на Казахстан | \| № \| Област \| Админ. център \| площ (km²) \| население \| \| -- \| -------------------------- \| --------------- \| ---------- \| --------- \| \| 1 \| Карагандинска област \| Караганда \| 428 000 \| 1 411 700 \| \| 2 \| Източноказахстанска област \| Уст Каменогорск \| 283 300 \| 1 530 800 \| \| 3 \| Алматинска област \| Талдъкорган \| 224 000 \| 1 589 200 \| \| 4 \| Жамбилска област \| Тараз \| 144 000 \| 983 900 \| \| 5 \| Туркестанска област \| Туркестан \| 116 280 \| 1 977 768 \| \| 6 \| Къзълординска област \| Къзълорда \| 226 000 \| 596 300 \| \| 7 \| Актобенска област \| Актобе \| 300 600 \| 661 000 \| \| 8 \| Кустанайска област \| Кустанай \| 196 000 \| 1 019 600 \| \| 9 \| Североказахстанска област \| Петропавловск \| 123 200 \| 725 900 \| \| 10 \| Акмолинска област \| Кокшетау \| 121 400 \| 835 700 \| \| 11 \| Павлодарска област \| Павлодар \| 124 800 \| 743 800 \| \| 12 \| Западноказахстанска област \| Уралск \| 151 300 \| 609 100 \| \| 13 \| Атърауска област \| Атърау \| 118 600 \| 439 900 \| \| 14 \| Мангистауска област \| Актау \| 118 600 \| 316 847 \| |                 |            |           |
| №                                  | Област | Админ. център   | площ (km²) | население |
| 1                                  | Карагандинска област | Караганда       | 428 000    | 1 411 700 |
| 2                                  | Източноказахстанска област | Уст Каменогорск | 283 300    | 1 530 800 |
| 3                                  | Алматинска област | Талдъкорган     | 224 000    | 1 589 200 |
| 4                                  | Жамбилска област | Тараз           | 144 000    | 983 900   |
| 5                                  | Туркестанска област | Туркестан       | 116 280    | 1 977 768 |
| 6                                  | Къзълординска област | Къзълорда       | 226 000    | 596 300   |
| 7                                  | Актобенска област | Актобе          | 300 600    | 661 000   |
| 8                                  | Кустанайска област | Кустанай        | 196 000    | 1 019 600 |
| 9                                  | Североказахстанска област | Петропавловск   | 123 200    | 725 900   |
| 10                                 | Акмолинска област | Кокшетау        | 121 400    | 835 700   |
| 11                                 | Павлодарска област | Павлодар        | 124 800    | 743 800   |
| 12                                 | Западноказахстанска област | Уралск          | 151 300    | 609 100   |
| 13                                 | Атърауска област | Атърау          | 118 600    | 439 900   |
| 14                                 | Мангистауска област | Актау           | 118 600    | 316 847   |

## Население
Казахстан е една от най-големите държави в света, но е сравнително рядко населена. Столицата ѝ е град Астана.
Населението е предимно казахско (63%) и руско (23%), останалата част са украинци, немци, татари, узбеки, евреи и др. Преди 1991 г. 1 млн. волжки немци са живели в Казахстан, повечето от които емигрират в Германия след разпадането на Съветския съюз. Извън страната живеят около 2 млн. казахи, главно в Русия, Узбекистан и Китай.
В Източен и Централен Казахстан живеят 15 – 20 хил. българи, преселени насилствено от Крим, Бесарабия и Таврия след Втората световна война. Заедно с тях са преселвани и гагаузи от Бесарабия, които тук се самоопределят като българи.
Градското население е 62%.
Казахстан е двуезична страна: казахският език, който се използва от 64,4% от населението, е обявен за държавен и предимно говорим език, докато руският език е приет за официален в деловите среди.
Основните религии са ислямът (главно сунизъм) и християнството (предимно православие):
- мюсюлмани – 71% (от тях сунити – 98,6%, шиити – 1,4%)
- християни – 27% (от тях православни – 89,2%, католици – 4,7%, униати (гръкокатолици) – 2,5%, протестанти – 2,2%, други – 1,4%)
- будисти – 0,4%
- други – 1,6%.

## Езици
Съгласно Конституцията на Република Казахстан от 1995 г., единствен официален език в републиката е казахският, но в държавните организации и органите на местното самоуправление наравно с казахския език официално се употребява и руски език. Трябва да се отбележи, че в страната съществува силно антируско движение. През 2012 г. президентът на страната Нурсултан Назърбаев заявява, че до 2025 г. Казахстан трябва да смени използваната кирилица с латиница. Според него, латиницата ще превърне казахския „в език на съвременната информация“. През април 2017 г. Назърбаев инициира активната фаза по отказ от кирилицата и преход към използването на латиницата, като призовава учените и всички представители на обществеността да приемат единен стандарт за новите казахски азбука и графика.

## Стопанство
Преходът на Казахстан към пазарна икономика е съпроводен със значително съкращаване на БВП и висока инфлация (до 1600%). През 1997 – 1998 г. се наблюдава известен ръст на производството и инфлация в рамките на 10%. Страната заема водещо място в ОНД по промишлено развитие. БВП на човек от населението достига 13 600 щатски долара. Делът на промишлеността в БВП е 40%, на селското стопанство – 38%, а на търговията и услугите – 22%. По официални данни частният сектор произвежда над 30% от БВП.
Съгласно данните на Световната банка за икономическото състояние на Казахстан след спада през 1998 г. в резултат на руската криза, през 1999 г. БВП отново е нараснал с 1,7%. За 2000 г. икономическите показатели на страната са най-добрите от началото на реформите през 1991 г. Ръстът на БВП е 9,6% – 3 пъти над планираното в началото на годината, а очакваният ръст за 2001 г. е 5,5%. Инфлацията през 2000 г. е удържана на ниво 9,8%, за 2001 г. прогнозата е 8%. Външният дълг е 12,3 млрд. щ.д.
По данни на Агенцията за статистика на Казахстан значителното оживление в икономиката на страната, започнало от края на 1999 г., се дължи главно на благоприятната конюнктура на международните пазари за нефт и цветни метали. Значителният ръст на промишленото производство е постигнат основно благодарение на миннодобивната и преработващата индустрия. С най-високи темпове е нараствал добивът на суров нефт и природен газ, както и на цветни метали. Устойчивият ръст на добива на енергоносители, които са ключови за експорта на Казахстан, е свързан най-вече с ръста на световните цени на петрола, които стимулират нефтодобивните предприятия на страната да се ориентират към износ. Обемът на експорта на нефт е нараснал за една година с 16%, а на добива – с 12%.
През 1999 г. средната месечна заплата е нараснала с 13,4% спрямо 1998 г. и е била около 92 щ.д. (най-високата в ОНД), като максимални са заплатите във финансовата сфера (215 щ.д.), а най-ниски – в селското стопанство (35 щ.д.). За 2000 г. този показател е 110 щ.д. Безработицата в края на 1999 г. е била около 4% и е запазила нивото си през 2000 г.
Националната парична единица е тенге (въведена на 15 ноември 1993 г.), свободно конвертируема и стабилна през последните години.
Съществена роля за икономическия потенциал на Казахстан играят природните ресурси – страната е богата на въглища, нефт, природен газ, редица черни и цветни метали, злато, уран, боксит. Значителните запаси от полезни изкопаеми привличат интереса на крупни чуждестранни компании. Държавата също полага големи усилия за привличане на чужди капитали в най-важните отрасли на икономиката. Насърчаването и защитата на чуждестранния капитал се регулира с над 20 законодателни и нормативни акта. През 2000 г. обемът на преките чужди инвестиции е бил над 1 млрд. щ.д., което се сочи като най-добър резултат в ОНД.
По обобщени данни за 1999 г. Казахстан със своите 5,7 млрд. щ.д. заема второ място сред страните от ОНД по инвестиции след Русия (9,2 млрд. щ.д.) и преди Азербайджан (3,2 млрд.), Украйна (2,7 млрд.), Туркменистан (762 млн.), Грузия (512 млн.), Узбекистан (423 млн.), Беларус (346 млн.), Молдова (342 млн.), Киргизстан (309 млн.), Армения (265 млн.), Таджикистан (87 млн.). Общият брой на регистрираните предприятия с чуждестранно участие е 1400. Законът позволява репатриране на печалбата на чуждите и смесени компании. В страната работят фирми като Chevron, British Gas, Agip. В Казахстан инвестират Philip Morris, Daewoo, Rjr Nabisco. От преките чуждестранни инвестиции най-съществени са в нефтената и газовата промишленост – 81%. Големите находища на нефт и природен газ дават основание на специалистите да сравняват Казахстан с богатите петролни държави от Близкия изток. Казахстан е вторият след Русия производител на нефт в ОНД, но липсата на пристанища и нефтопроводи затруднява развитието на отрасъла.
Повечето нови предприятия в Казахстан са създадени от руски, турски, германски и щатски компании. Основни инвеститори са САЩ – 73% от общата сума на преките инвестиции, Великобритания – 4,7%, Китай – 4%, Турция – 3,7%, Германия – 2%. Международните финансови институции отреждат на Казахстан водещо място в привличането на преки инвестиции сред страните в преход въобще. Според анкета на сп. „Институционален инвеститор“ страната се нарежда в първата петица по темпове на подобряване на инвестиционния имидж от март 1997 до март 1998 г. В различни отрасли на икономиката инвестират и успешно работят редица крупни транснационални компании. „Philips Petroleum“ и японската „Inpex“ са заплатили авансово на Казахстан като премия 500 млн. щ.д. за 1/7 от дяловото участие в находището Кашаган, което може да се окаже най-богатото от всички проучени каспийски нефтени находища. Китайската национална компания за нефт и газ участва в 3 проекта с общи инвестиции почти 9,5 млрд. щ.д. Подписани са и други споразумения за разработване на нефтени находища на обща стойност 2 млрд. щ.д.
До започването на приватизацията през 1991 г. държавната собственост е била над 90%. Към началото на 21 век нейният дял е все още сравнително висок, но частните предприятия са вече 80% и произвеждат 50% от БВП. Малката приватизация е изцяло завършена през 1997 г. Държавата възнамерява да запази присъствието си в някои стратегически отрасли – добив и пренос на нефт, железопътен и въздушен транспорт, пренос на електроенергия, добив на уран.
От инфраструктурните проекти се работи основно по стратегическите връзки между Югоизточна Азия и Европа. Най-голямо развитие е получил проектът за т.нар. Трансазиатска жп магистрала, която преминава през териториите на Туркменистан, Иран и Турция към Европа. Тя ще води началото си в Китай, а ще завършва в Истанбул. Друг важен проект е транспортният коридор ТРАСЕКА, свързващ Европа с Кавказ и Средна Азия и достигащ Китай и Монголия. Проектът предвижда построяване на скоростна магистрала между Алмати и Бишкек. Планирани са строителство и реконструкция на 5 стратегически летища, в това число в Алмати и Астана. Съвместно с компаниите „Shel“, „Mobil“ и „Shevron“ се разработват проектите за транскаспийската система тръбопроводи.
В Казахстан действат 71 банки, от които 1 държавна, 1 международна и 23 с чуждестранно участие. Общият брой на филиалите е 526. Едва 3% от банковите активи са държавни. Работят 2 фондови и 9 стокови борси. Застрахователните компании са 73, лизинговите – 79. През последните години най-значително оживление се наблюдава в черната металургия, добива на природен газ и нефт, цветната металургия. Традиционно силната добивна промишленост е предпоставка за водещата роля на свързаните с нея отрасли като черната и цветната металургия и машиностроенето (трактори и други селскостопански машини, електродвигатели). В добива на метали участват канадски, японски и британски компании. Както тежката, така и хранително-вкусовата и леката промишленост се развиват почти изцяло на базата на местни суровини.
Либерализирането на външната търговия е обявено с декрет през 1995 г., като то се изразява преди всичко в премахване на експортните квоти и на експортните и импортните лицензи. Външнотърговският обмен на страната нараства бързо. Данните за обема му, както и за знака на платежния баланс, са противоречиви. Според някои оценки износът през 2000 г. е на стойност 5,59 млрд. щ.д., а вносът – 3,68 млрд. Към 60% от износа се пада на суровините – нефт и нефтопродукти, черни и цветни метали, минерални продукти. Изнасят се и различни метални изделия, машини, химикали (главно продукти на неорганичната химия), текстилни изделия, селскостопански стоки (предимно зърно, по-малко месо и вълна). Вносът се състои най-вече от машини и съоръжения (30 – 40%), химикали (10%), електрооборудване, транспортни средства, текстил, хранителни стоки, напитки, тютюн и цигари. Основен търговски партньор е Русия (43% от износа и 48% от вноса). Останалите страни от ОНД формират 12% от износа и 20% от вноса. В последно време относителният дял на търговията с ОНД намалява. Други по-важни търговски партньори са Китай, Южна Корея, Турция, Германия, САЩ, Швейцария и Нидерландия. Казахстан участва в митнически съюз с Русия и Беларус, за който действат нулеви митнически ставки при взаимния стокообмен. Подобно споразумение има и с Киргизстан. Средното равнище на митата за внос на стоки е 15%.

## Транспорт
Дължина: шосета – 104,6 хил. km (от тях 76,1 хил. km с твърда настилка), жп линии – 14,3 хил. km.
Корабоплаването е развито по Каспийско море, езерото Балхаш и река Иртиш.

## Екологични проблеми
Казахстан е на трето място по уранови залежи в света. Затова комунистическото ръководство на СССР избира този регион да бъде ядрен полигон. В североизточната част на Казахстан в близост до град Семей (Семипалатинск), Съветският съюз провежда общо 467 ядрени опита, от които 120 са на повърхността на Земята. Според проучвания от 1996 г. на територията на страната има 179 млн. тона радиоактивни отпадъци, които са основен екологичен проблем на Казахстан. Броят на загиналите и на болните в резултат на радиацията е неизвестен, но в Северозападен Казахстан замърсената земя няма да се използва поколения напред.
От времето на сталинските съветски петилетки, на реките Сърдаря и Амударя са построени съоръжения и водите им се използват за напояване на памукови и житни култури в южните републики Узбекистан и Казахстан. Отклоняването на теченията на реките е екологична катастрофа за Югозападен Казахстан. Безотточното Аралско море, което е четвърто по големина в света, без приток на прясна вода се смалява драстично и площта му намалява с 40%, а нивото на водите със 70%.